# WANDS
WANDS是一個日本搖滾樂團。最初由上杉昇、大島康祐、柴崎浩所組成，出道曲為「寂しさは秋の色」，成員經過三次更替後，在2000年宣告首次解散，2019年重组。
每經歷一次成員更替則算下一期，目前活動的是第五期。

## 簡介

### 成員
- 大島康祐（日语：大島こうすけ）

1970年9月4日出生，日本福岡縣人，WANDS第一、四期鍵盤手。
- 上杉昇

1972年5月24日出生，日本埼玉縣川越市人，WANDS第一、二期主唱。
- 柴崎浩

1969年12月13日出生，日本東京都人，WANDS第一、二、四、五期吉他手。
- 木村真也

1969年7月28日出生，日本青森縣五所川原市人，WANDS第二、三、五期鍵盤手。
- 和久二郎（日语：松元治郎）

1970年12月11日出生，日本東京都人，WANDS第三期主唱。
- 杉元一生

1972年5月8日出生，日本富山縣人，WANDS第三期吉他手。
- 上原大史（うえはら だいし）

1987年8月20日出生，日本福岡縣人，WANDS第四、五期主唱。

### 取名由來
日本音樂大廠Being Music Fantasy於1991年，由長戶大幸一手策劃，並且促生的搖滾樂團。WANDS之名來源是取自塔羅牌的卡片權杖，取其理想、熱情、追求之意。在鍵盤手大島康祐脫團後，也有了取當時的靈魂人物上杉昇（Wesugi Show）和柴崎浩（Shibasaki Hiroshi）的「W」和「S」組成「WANDS」的說法，更讓這個名字有了更深一層的意涵。第三期主唱和久二郎「Waku」和杉元一生「Sugimoto」及第五期主唱上原大史的姓氏羅馬拼音取為「Wehara」也是依循此典故。

## 歷史

### 第1期（1991年至1992年）
- 1991年12月，以首張單曲「寂しさは秋の色」出道。

- 1992年5月發行第二張單曲「ふりむいて抱きしめて」。
- 同年6月發行首張原創專輯，亦是以本團同名為首張原創迷你專輯「WANDS」。
- 同年7月第三張單曲「もっと強く抱きしめたなら」發行，這是本團首張登上日本ORICON公信榜冠軍的單曲，進榜時間更長達44週，也是本團銷售量最高之單曲。
- 同年9月大島康祐退出本團，由柴崎浩的山葉音樂院時期好友木村真也遞補，進入本團的第二期。即使大島康祐退出本團，但之後的單曲「時の扉」、「恋せよ乙女」都還有他的影響力存在。

### 第2期（1992年至1997年）
- 1992年10月與中山美穂發行單曲「比世界上任何人（世界中の誰よりきっと）」，是張大賣近兩百萬的單曲。

- 1993年2月發行第四張單曲「時の扉」。單曲「時の扉」為本團銷售量第二高的單曲。
- 同年4月發行第五張單曲「愛を語るより口づけをかわそう」及發行第二張原創專輯，亦是以第四張同名單曲原創專輯「時の扉」。第四張同名單曲原創專輯「時の扉」大賣近兩百萬張，是本團銷售量最高之專輯。
- 同年7月發行第六張單曲「戀せよ乙女」。
- 同年10月發行第三張原創專輯「Little Bit…」。
- 同年11月發行第七張單曲「Jumpin' Jack Boy」。

- 1994年6月發行第八張單曲「直到世界的盡頭…（世界が終るまでは…）」。此單曲為朝日電視台動畫灌籃高手第二首片尾曲。

- 1995年2月發行第九張單曲「Secret Night ~It's My Treat~」。
- 同年4月發行第四張原創專輯「PIECE OF MY SOUL」。
- 同年12月發行第十張單曲「Same Side」。

- 1996年2月發行第十一張單曲「WORST CRIME ~About a rock star who was a swindler~/Blind To My Heart」。
- 同年3月發行首張精選輯「SINGLES COLLECTION+6」。
- 同年6月上杉昇、柴崎浩與Being公司理念不合，退出本團並離開此唱片公司，由和久二郎、杉元一生遞補。至此本團原始成員首次全部退出。

### 第3期（1997年至2000年）
- 1997年9月發行第十二張單曲「用生鏽的機關槍擊穿今天（錆びついたマシンガンで今を擊ち拔こう）」。此單曲為富士電視台動畫七龍珠GT第四首片尾曲。
- 同年11月發行第二張精選輯「WANDS BEST ～HISTORIAL BEST ALBUM～」。

- 1998年2月發行第十三張單曲「Brand New Love」。
- 同年6月發行第十四張單曲「明天即使你崩潰了（明日もし君が壞れても）」。此單曲為朝日電視台動畫遊戲王片尾曲。

- 1999年3月發行第十五張單曲「今日、ナニカノハズミデ生きている」。
- 同年10月發行第五張原創專輯，亦是解散前的原創專輯「AWAKE」。

- 2000年3月本團宣布首次解散。

### 首次解散後（2000年至2018年）
- 2000年6月發行第三張精選輯「BEST OF WANDS HISTORY」。

- 2002年8月發行第四張精選輯「complete of WANDS at the BEING studio」。

### 第4期（2018年至2019年）
乘著2018年DAIGO翻唱「もっと強く抱きしめたなら」所掀起重組本團的聲浪，著手籌備的音樂製作人長戶大幸聽聞第一期鍵盤手大島康祐與第一、二期吉他手柴崎浩亦有意重組，便向他們引薦在關西從事地下樂團活動的上原大史。上原大史的卓越演唱實力獲得大島康祐與柴崎浩認可，三人就此開始新生本團的樂曲製作。但之後大島康祐決定專注在提供樂曲等的幕後製作，便迎回第二、三期鍵盤手木村真也，開始本團第五期的活動。。

### 第5期（2019年至今）
- 2019年11月13日，本團宣布重組，並於11月17日在大阪DOJIMA RIVER FORUM （页面存档备份，存于）(日語：堂島リバーフォーラム）舉行的免費入場活動「DFT presents 音都 ONTO vol.6」進行本團第五期首次公開演唱。此場表演還透過YouTube Live進行線上直播[3]。

- 2020年1月29日發行大島康祐作曲的第十六張單曲「艷紅唇彩（真っ赤なLip）」。此單曲為日本電視台動畫名偵探柯南第五十一首片頭曲。
- 同年5月20日發行第十七張單曲「抱き寄せ 高まる 君の体温と共に」。此單曲為BS東視週六九點檔電視劇「沉默的聲音～行動心理捜査官・楯岡繪麻～season2 (サイレント・ヴォイス 行動心理捜査官・楯岡絵麻 Season2）」主題曲；同年10月起亦被採用為東京電視網「たけしのニッポンのミカタ!」的片尾曲。
- 同年10月28日發行第六張原創專輯，亦是第五期的首張原創專輯「BURN THE SECRET」。當日獲得ORICON單日專輯排行榜冠軍。當週獲得週排行榜第4名。[4]同時間，第五期發表的所有曲目在串流平台上架；這是本團的樂曲首次開放串流聆聽。[5]。
- 同年10月31日、11月1日進行首度付費線上演唱會「WANDS Streaming Live〜BURN THE SECRET〜」，彌補原定10月舉辦的巡迴演唱會「WANDS LIVE TOUR 2020」因疫情取消的遺憾。兩天演出內容略有不同：DAY1是僅限FC「WANDER-LAND NEO」 （页面存档备份，存于）會員觀賞的「WANDER-LAND NEO Special Edition」，DAY2開放所有觀眾觀賞。[6][7]
- 2021年4月7日發行首張演唱會Blu-ray「WANDS Streaming Live 〜BURN THE SECRET〜」。除將11月1日的線上演唱會內容重新編輯，還加入兩首未發表曲和幕後花絮。[8]獲得ORICON音樂類DVD、Blu-ray週排行榜第2名。[9]
- 同年4月24日，WANDS官方網站宣佈木村真也為修養身心將暫停本團相關活動。[10][11]
- 同年8月25日，WANDS官方網站宣佈上原大史確診感染2019冠狀病毒病，同時取消了原訂27日參加的「Animelo Summer Live 2020-2021-COLORS-」演出，而預定9月展開的巡演「WANDS LIVE TOUR 2021 〜BURN THE SECRET＋〜」也全部中止。同年9月6日宣佈康復出院。[12][13]
- 同年11月3日發行第十九張單曲「YURA YURA」。此單曲為日本電視台動畫名偵探柯南第五十四首片頭曲。
- 同年12月，限定歌迷俱樂部會員參加的歌迷見面會在大阪以及東京舉行。
- 2022年8月23日，發行第一首數位單曲「愛を叫びたい」，28日發行第二首數位單曲「直到世界末日… [WANDS 第5期 ver.]」。「愛を叫びたい」之後被採用為株式会社EM SYSTEMS的企業 TVCM 主題曲。
- 同年9月、第5期首次巡迴演唱會［WANDS Live Tour 2022 ～FIRST ACT 5th period～」在大阪、愛知、神奈川舉行。
- 2023年1月21日，WANDS官方網站宣佈2年前為修養身心而暫停本團相關活動的木村真也，將視身心狀況有限度地重新開始本團活動。[14]
- 同年5月17日發行第二十張單曲「RAISE INSIGHT」。此單曲為日本電視台動畫名偵探柯南第五十七首片頭曲。
- 同年8月30日發行第七張原創專輯，亦是第五期相隔2年後的第二張原創專輯「Version 5.0」。[15]
- 同年9月、自第二期於1995年舉行的「LIVE-JUNK #2 PIECE OF MY SOUL」以來睽違二十八年，也是第五期首次的全國巡迴演唱會「WANDS Live Tour 2023 ～SHOUT OUT！～」在福岡、大阪、宮城、北海道、愛知、東京舉行。
- 同年12月，限定歌迷俱樂部會員參加的歌迷見面會在大阪以及神奈川舉行。
- 2024年1月5日，發行第三首數位單曲「大胆」。此單曲為名偵探柯南電視動畫總集篇特別編輯劇場版《名偵探柯南 對 怪盗基德》主題曲。同年4月10日以CD形式發行第二十一張單曲。
- 同年5月31日登上THE FIRST TAKE頻道，演出「直到世界的盡頭…」[16]。
- 同年6月至7月，預定於愛知、大阪、東京舉辦第五期首次的音樂廳巡迴演唱會「WANDS Live Tour 2024 ～BOLD～」，以及限定歌迷俱樂部會員參加的搶先場「WANDS Live Tour 2024 〜BOLD〜 [VIP-LTD]」。
- 2025年1月22日，發行第二十二張單曲「Shooting star」。此單曲為日本電視台動畫名偵探柯南第七十二首片尾曲。
- 2025年3月26日，發行第八張原創專輯，相隔33年後第二張本團原創迷你專輯，亦是第五期首張原創迷你專輯「TIME STEW」。5月開發全國巡迴演唱會「WANDS Live Tour 2025 〜TIME STEW〜」。

## 作品列表

### 單曲
| #     | 發行日期       | 標題                                                                   | c/w曲 | Oricon最高名次 |
| 第1期 | 第1期          | 第1期                                                                  | 第1期 | 第1期          |
| ----- | -------------- | ---------------------------------------------------------------------- | --- | -------------- |
| 1     | 1991年12月4日  |                                                                        | STRAY CAT | 63             |
| 2     | 1992年5月13日  |                                                                        | Baby Baby Baby | 80             |
| 3     | 1992年7月1日   |                                                                        | Listen to the heartbeat                                                                                           | 1              |
| 第2期 |                |                                                                        | |                |
| 4     | 1993年2月26日  |                                                                        | | 1              |
| 5     | 1993年4月17日  |                                                                        | | 1              |
| 6     | 1993年7月7日   |                                                                        | | 1              |
| 7     | 1993年11月17日 | Jumpin' Jack Boy                                                       | White Memories | 2              |
| 8     | 1994年6月8日   | 直到世界的盡頭…（）                                                    | Just a Lonely Boy                                                                                                 | 1              |
| 9     | 1995年2月13日  | Secret Night 〜It's My Treat〜                                         | KEEP ON DREAM | 1              |
| 10    | 1995年12月4日  | Same Side                                                              | Sleeping Fish | 2              |
| 11    | 1996年2月26日  | WORST CRIME〜About a rock star who was a swindler〜／Blind To My Heart | | 9              |
| 第3期 |                |                                                                        | |                |
| 12    | 1997年9月3日   | 用生鏽的機關槍擊穿今天（ ）                                            | Try Again | 4              |
| 13    | 1998年2月11日  | Brand New Love                                                         | Hurts Good | 17             |
| 14    | 1998年6月10日  | 明天即使你崩潰了（明日もし君が壊れても）                                                   | Soldier | 8              |
| 15    | 1999年3月31日  |                                                                        | FREEZE | 32             |
| 第5期 |                |                                                                        | |                |
| 16    | 2020年1月29日  | 艷紅唇彩（）                                                           | [名偵探柯南版] もっと強く抱きしめたなら [WANDS 第5期 ver.] /艷紅唇彩 -TV Size-（真っ赤なLip -TV size-）           | 14             |
| 16    | 2020年1月29日  | 艷紅唇彩（）                                                           | [普通版] | 14             |
| 17    | 2020年5月20日  |                                                                        | [初回限定版] Just a Lonely Boy [WANDS 第5期 ver.]                                                                 | 3              |
| 17    | 2020年5月20日  | [普通版] 愛を語るより口づけをかわそう [WANDS 第5期 ver.]               | | 3              |
| 18    | 2021年6月9日   |                                                                        | [初回限定版] 用生鏽的機關槍擊穿今天 [WANDS 第5期 ver.]（錆びついたマシンガンで今を撃ち抜こう [WANDS 第5期 ver.]） | 9              |
| 18    | 2021年6月9日   | [普通版] Brand New Love [WANDS 第5期 ver.]                             | | 9              |
| 19    | 2021年11月3日  | YURA YURA                                                              | [名偵探柯南版] MILLION MILES AWAY [WANDS 第5期 ver.]                                                              | 9              |
| 19    | 2021年11月3日  | YURA YURA                                                              | [普通版] Jumpin' Jack Boy [WANDS 第5期 ver.]                                                                      | 9              |
| 20    | 2023年5月17日  | RAISE INSIGHT                                                          | | 9              |
| 21    | 2024年4月10日  | 大胆                                                                   | [名偵探柯南版] 艷紅唇彩（真っ赤なLip）[LIVE ver. from WANDS Live Tour 2023 〜SHOUT OUT!〜]                        | 5              |
| 21    | 2024年4月10日  | 大胆                                                                   | [普通版] honey | 5              |
| 22    | 2025年1月22日  | Shooting star                                                          | [名偵探柯南版] Shooting star［TV-SIZE ver.］                                                                      | 8              |
| 22    | 2025年1月22日  | Shooting star                                                          | [普通版] Shooting star［Instrumental］                                                                            | 8              |

### 數位單曲
| 發行日期       | 標題                                                     | 最高名次 |
| -------------- | -------------------------------------------------------- | -------- |
| 2020年9月19日  | Secret Night 〜It's My Treat〜 [WANDS 第5期 ver.]        | 對象外   |
| 2022年8月23日  | 愛を叫びたい                                             | 20       |
| 2022年8月28日  | 直到世界的盡頭… [WANDS 第5期 ver.]（[WANDS 第5期 ver.]） | 23       |
| 2024年1月5日   | 大胆                                                     | 32       |
| 2024年10月16日 | 大胆［LIVE ver. from WANDS Live Tour 2024〜BOLD〜］      |          |

### 合作單曲
| # | 發行日期       | 演唱歌手                                 | 標題               | c/w曲                         | Oricon最高名次 |
| - | -------------- | ---------------------------------------- | ------------------ | ----------------------------- | -------------- |
| 1 | 1992年10月28日 | 中山美穗&WANDS                           | 比世界上任何人（） | 比世界上任何人〈PART II〉（世界中の誰よりきっと〈PART II〉） | 1              |
| 2 | 1993年6月9日   | ZYYG,REV,ZARD & WANDS featuring 長嶋茂雄 | 無止盡的夢想（果てしない夢を）   |                               | 2              |

### 專輯

#### 原創專輯
| #              | 發行日期       | 標題             | Oricon最高名次 |
| 第1期          | 第1期          | 第1期            | 第1期          |
| -------------- | -------------- | ---------------- | -------------- |
| 1 （迷你專輯） | 1992年6月17日  | WANDS            | 10             |
| 第2期          |                |                  |                |
| 2              | 1993年4月17日  |                  | 1              |
| 3              | 1993年10月6日  | Little Bit…      | 2              |
| 4              | 1995年4月24日  | PIECE OF MY SOUL | 1              |
| 第3期          |                |                  |                |
| 5              | 1999年10月27日 | AWAKE            | 18             |
| 第5期          |                |                  |                |
| 6              | 2020年10月28日 | BURN THE SECRET  | 4              |
| 7              | 2023年08月30日 | Version 5.0      | 6              |
| 8 （迷你專輯） | 2025年03月26日 | TIME STEW        | 11             |

#### 精選專輯
| #          | 發行日期       | 標題                                  | Oricon最高名次 |
| 首次解散前 | 首次解散前     | 首次解散前                            | 首次解散前     |
| ---------- | -------------- | ------------------------------------- | -------------- |
| 1          | 1996年3月16日  | SINGLES COLLECTION+6                  | 1              |
| 2          | 1997年11月6日  | WANDS BEST 〜HISTORICAL BEST ALBUM〜  | 1              |
| 3          | 2000年6月9日   | BEST OF WANDS HISTORY                 | 17             |
| 首次解散後 |                |                                       |                |
| 4          | 2002年8月25日  | complete of WANDS at the BEING studio | 47             |
| 5          | 2007年12月12日 | BEST OF BEST 1000 WANDS               | 52             |
| 6          | 2008年5月27日  | WANDS BEST HITS                       | 圏外           |

### 影像作品
| # | 發行日期                            | 標題                                          | 規格    | Oricon最高名次 |
| - | ----------------------------------- | --------------------------------------------- | ------- | -------------- |
| 1 | 2000年6月9日(VHS) 2000年8月1日(DVD) | BEST OF WANDS VIDEO HISTORY                   | VHS/DVD | 圏外           |
| 2 | 2012年8月8日                        | WANDS BEST LIVE & CLIPS                       | 2DVD    | 圏外           |
| 3 | 2012年8月8日                        | LEGEND of 90's J-ROCK「LIVE BEST & CLIPS」    | 2DVD    | 14             |
| 4 | 2021年4月7日                        | WANDS Streaming Live ～BURN THE SECRET～      | Blu-ray | 2              |
| 5 | 2023年3月29日                       | Animelo Summer Live 2022 -Sparkle- DAY3       | Blu-ray | 7              |
| 6 | 2023年5月17日                       | WANDS Live Tour 2022 〜FIRST ACT 5th period〜 | Blu-ray | 7              |
| 7 | 2024年2月28日                       | WANDS Live Tour 2023 〜SHOUT OUT!〜           | Blu-ray | 5              |